# Softonic
Softonic és una empresa fundada per Tomás Diago a inicis de 1997 a Cerdanyola del Vallès, que pertany al Grup Intercom. És coneguda per la pàgina web que gestiona, dedicada a la descàrrega de programari per a diferents plataformes.
El nom inicial de l'empresa era Shareware Intercom, i canvià a Softonic l'any 2000. El 2002 va tenir beneficis per primera vegada.
L'empresa té 175 treballadors, seu central a Barcelona des del 2008, i oficines a Tòquio, Shanghai, San Francisco i Madrid. Actualment és el segon portal de descàrregues de programari del món i el primer d'Europa. Està disponible en idioma alemany, anglès, castellà, francès, italià, portuguès, xinès, polonès, neerlandès i japonès.